# Samsung Galaxy Ace 2
Samsung Galaxy Ace 2 (GT-I8160) — смартфон среднего класса компании Samsung на операционной системе Android. Был выпущен в феврале 2012 года и является продолжением легендарного Samsung Galaxy Ace. В линейке производителя смартфон находится между Galaxy Ace Plus и Galaxy S Advance. Спецификации включают в себя: двухъядерный процессор NovaThor U8500 частотой 800 МГц и графический процессор Mali 400MP 400МГц, PLS дисплей 3.8 дюйма с разрешением 800х480 точек, 768 МБ оперативной памяти и 4 ГБ встроенной. Смартфон оснащен 5-мегапиксельной камерой с автофокусом и LED вспышкой и фронтальной 0.3-мегапиксельной для совершения видео-звонков.
Работает смартфон под управлением Android 2.3.6, 4.1.2 и имеет оболочку TouchWiz.

## Камера
В Samsung Galaxy Ace 2 установлена 5-мегапиксельная камера с автофокусом и светодиодной вспышкой, которая может записывать видео с разрешением 720p(HD), что достаточно неплохо для бюджетного смартфона. Фотоснимки можно делать в разрешении до 2560х1920 точек. Также имеется фронтальная камера для видеовызовов с разрешением 0.3(VGA) мегапикселя, не оснащённая автофокусом.

## Операционная система
Работает под управлением операционной системы Android версии 2.3.6 (Gingerbread). В сентябре 2012 года компания Samsung официально объявила о выходе Android 4.1.2 Jelly bean для Ace 2 минуя Android 4.0 ICS,
1 апреля 2013 года Samsung официально обновила устройство до Android 4.1.2 Jelly Bean. С новой прошивкой смартфон работает более плавно и быстро. Прошивку выпустила Португалия для сотового оператора TMN. Прошивка имеет некоторые предустановленные операторские приложения, измененный экран загрузки, а также фирменную оболочку TouchWiz Nature UX и некоторые фишки, которые так же интегрированы в Samsung Galaxy S III.
В конце мая 2013 года Samsung официально выпустила обновление для Великобритании, доступное через фирменное приложение для синхронизации с ПК (Samsung Kies).
16 июля 2013 года обновление операционной системы до Android 4.1.2 официально вышло для России. Обновление можно установить, используя Wi-FI или приложение Samsung Kies.
Обновление доступно и для Украины.

## Аппаратная начинка
Смартфон оснащен двухъядерным процессором ARM Cortex-A9 на базе чипа NovaThor U8500, имеет тактовую частоту 800 МГц. Смартфон так же оснащен графическим чипом ARM Mali-400 MP, хотя имеет всего одно ядро. Так же на базе стоит 768 МБ LP-DDR2 ОЗУ, хотя используется только 555 МБ (В 4.1.2 JB используется 624 Мб из-за особенностей прошивки).

## Аккумулятор
В смартфоне установлен литий-ионный аккумулятор емкостью 1500 мАч.

## Дисплей
Диагональ дисплея в Samsung Galaxy Ace 2 составляет 3.8 дюйма и имеет разрешение 800х480 точек. Плотность пикселей - 246 точек на дюйм. Дисплей выполнен по технологии PLS TFT и отображает 16,7 миллионов цветов. Поддерживается 8-касательный мультитач (в некоторых устройствах этот показатель может изменяться).